# Khademite
La khademite è un minerale.